# Comté de Garfield (Washington)
Pour les articles homonymes, voir Comté de Garfield.
Le comté de Garfield (anglais: Garfield County) est un comté de l'État américain de Washington. Son siège est Pomeroy. Selon le recensement de 2010, sa population est de 2 266 habitants. C'est le comté le moins peuplé et ayant l'habitat le moins dense de l'État.

## Géolocalisation
|                   | Comté de Whitman          |                |
| Comté de Columbia | Comté de Garfield         | Comté d'Asotin |
|                   | Comté de Wallowa (Oregon) |                |